# Blonde (Frank Ocean-album)
A Blonde (vagy blond) Frank Ocean amerikai énekes második stúdióalbuma, amely 2016. augusztus 20-án jelent meg, csak az iTunes Store és az Apple Music platformokon, az Endless videóalbum augusztus 19-i kiadása után. 2013-ban Ocean bejelentette, hogy a Channel Orange-et követő album is koncepcióalbum lesz. Eredetileg Boys Don’t Cry néven volt ismert és 2015 júliusában jelent volna meg. Az albumhoz kiadták a Boys Don’t Cry magazint is.
2013-tól 2016-ig vették fel az albumot, a New York-i Electric Lady Stúdióban, a londoni Abbey Road Stúdióban és a Los Angeles-i Henson Stúdióban. Az albumon közreműködött többek között André 3000, Beyoncé, Yung Lean és Kim Burrell. A produceri munka nagy részét Ocena végezte, olyan sikeres producerekkel, mint Malay és Om’Mas Keith, akik már a Channel Orange-en is együttműködtek, illetve James Blake, Jon Brion, Buddy Ross, Pharrell Williams és Rostam Batmanglij.
A Blonde absztrakt elemeket tartalmaz Ocean korábbi megjelenéseivel ellentétben. Az album feldolgoz stílusokat, mint az R&B, az avantgárd soul és a pszichedelikus pop. Az album stílusát befolyásolja Stevie Wonder, a The Beatles és a Beach Boys, illetve Ocean hangját Prince-hez hasonlították. Ezek mellett az album harmóniáira és buja hangszereléseire nagy befolyása volt Brian Wilsonnak, a Beach Boys de facto vezetőjének. A gitár és a billentyűritmusok pedig nagyon minimalisták. Az album témáját tekintve Ocean férfiasságáról és érzelmeiről szól, szexuális tapasztalatok, szívfájdalom, veszteség és trauma által inspirálva.
A Blonde-ot pozitívan fogadták a zenekritikusok. Méltatták Ocean önelemző dalszövegeit és az album szokatlan, progresszív hangzását. A kritikusok ezek mellett kiemelték, hogy az album átlépte az R&B és a pop hagyományos határait. Az Blonde-ról egy kislemez jelent meg, a Nikes. Az album első debütált több országban is, az Egyesült Államokban is. Az első héten 275 ezer példány kelt el a lemezből és platina minősítést kapott az Amerikai Hanglemezgyártók Szövetségétől (RIAA). A Time 2016 legjobb albumának nevezte, a Metacritic pedig a harmadik helyre helyezte. 2020-ban a Pitchfork a 2010-es évek legjobb albumának nevezte, míg a Rolling Stone 2020-ban a Minden idők 500 legjobb albuma listán 79. helyre helyezte.

## Háttér
2013. február 21-én Ocean bejelentette, hogy elkezdett dolgozni a következő stúdióalbumán, amely ismét egy koncepcióalbum lesz. Elmondta, hogy dolgozott Tyler, the Creatorrel, Pharrell Williamsszel és Danger Mouse-szal. Később azt nyilatkozta, hogy elkezdte befolyásolni a The Beach Boys és a The Beatles. Ezek mellett említette, hogy együtt szeretett volna dolgozni a Tame Impalával, és King Krule-lal, illetve Bora Borán szerette volna felvenni az albumot. Végül a New York-i Electric Lady Stúdióban kezdett el dolgozni, illetve a londoni Abbey Road Stúdióban.
2014 áprilisában Ocean elmondta, hogy az album már majdnem elkészült. Júniusban a Billboard megírta, hogy az énekes olyan előadókkal dolgozott, mint Happy Perez, Charlie Gambetta és Kevin Ristro, míg producerek Hit-Boy, Rodney Jerkins és Danger Mouse is részei voltak az album munkálatainak. November 29-én kiadta a Memrise egy részletét Tumblr oldalán.
Egy személyes levélben, amelyet a Boys Don’t Cry magazinban jelent meg, Ocean leírta, hogy inspirálta a The Collaborationist által készített fénykép egy fiatal, szőke lányról, egy autó hátsó ülésén. Jessica Haye (The Collaborationist) szerint "ráhelyezte saját tapasztalatait a képre, szóval egy teljesen új, számára személyes történetet adott hozzá." Ezt a fényképet később használták az albumot népszerűsítő anyagokban. Az egyetlen készített interjújában Ocean elmondta Jon Caramanicának, hogy egy New Orleans-i gyerekkori barátja segítette át írói válságán.

## Zene és kompozíció
A Blonde hangzása absztrakt és atmoszferikus Ocean korábbi munkájával ellentétben, illetve nem megszokott zenei elemeket tartalmaz. A Beatles és a Beach Boys mellett az albumra nagy befolyással volt Stevie Wonder stílusa. Ezek mellett az album harmóniáira és buja hangszereléseire nagy befolyása volt Brian Wilsonnak, a Beach Boys de facto vezetőjének. A gitár és a billentyűritmusok pedig nagyon minimalisták. Az album témáját tekintve Ocean férfiasságáról és érzelmeiről szól, szexuális tapasztalatok, szívfájdalom, veszteség és trauma által inspirálva.
Az album műfaját avantgárd soulnak nevezték. A The Quietus azt írta, hogy formája "nem az a tipikus pop vagy R&B–szürreális álomvilágokba bolyong, beszélgetések mintájával vágva, szokatlan effektekkel, sodródó gitárokkal és melódiákkal, amelyek hosszabbak, mint számítanál rá." Kate Mossman (The Observer) szerint hangzása "intelligens, nem macho, határokkal nem rendelkező R&B." A The Guardian a Radiohead Kid A (2000) és a Big Star Third (1974) albumához hasonlította, "a hangneme néma és önelemző, színes gitárokkal teli és bármiféle ütőhangszer nélkül készült."
A Rolling Stone a következőt írta a zenei eklekticizmusról a következőt írta: "ez egy R&B album a definíció leglazább és legkiterjesztettebb értelmében" és megjegyezte, hogy "minimalista rock gitár és szimpla elektronikus billentyűk vezetnek több dalt is; rángatózó ritmusok és bizarr vokális effektek bújnak elő a sarkokból. A dalok finoman változtatnak alakot, ahogy haladnak előre és ritkán térnek vissza oda, ahol elkezdődtek." Ann Powers az albumot úgy írta le, mint "ugyanannyira pszichedelikus indie rock, IDM utáni elektronika, U2 utáni / Coldplay-féle eno-pop, Drake utáni hiphop és Maxwell utáni soul / R&B." Nina Corcoran (Consequence) az albumot minimalista avantgárd stílusát Brian Eno munkájához hasonlította.
Dan Weiss (Spin) a vokálokon végzett utómunkát Prince kiadatlan Camille albumához hasonlította. Az albumon többször is szerepelnek beszélgetések. A Seigfrieden Elliott Smith hallható, míg a White Ferrari a The Beatles Here, There and Everywhere dalát dolgozza fel. A Close to You egy Stevie Wonder hangmintát használ. André 3000 verzéje a Solo (Reprise)-on az egyetlen igazi közreműködésként volt megnevezve az albumon. Az album Ocean és testvére, Ryan közötti interjúval végződik, amelyet az utóbbi 11 évesen vett fel.

## Megjelenés és népszerűsítés
2015. április 6-án Ocean bejelentette, hogy a Channel Orange-et követő albuma júliusban fog megjelenni, egy másik megjelenéssel együtt. Az album végül nem jelent meg, magyarázat nélkül elhalasztották. A másik megjelenés neve Boys Don’t Cry volt és szerepelt volna rajta a Memrise. A dal a végső számlistán nem szerepelt.
2016. július 2-án Ocean elmondta, hogy lehetséges egy harmadik album megjelenése is, még abban a hónapban. A képen, amelyet megosztott, egy könyvtárkártya szerepelt, Boys Don’t Cry felirattal, különböző dátumokkal. A dátumok 2015. július 2-án kezdődnek és 2016 novemberével végződnek. Ocean testvére, Ryan Breaux Instagramon a következő aláírással posztolta ugyanazt a fényképet: "BOYS DON’T CRY #JULY2016". 2016. augusztus 1-én az Apple Music által készített élő videóban elindították a boysdontcry.co weboldalt.
2016. augusztus 1-én megjelent egy videó, amelyben Ocean fát munkál és folyamatosan hangszeres zenét játszik. Ugyanezen a napon több magazin is megírta, hogy augusztus 5-én fog megjelenni a Boys Don’t Cry. Utólag kiderült, hogy a videó az Endless promóciója volt, amely egy 45 perces vizuális album, amely augusztus 19-én jelent meg az Apple Musicon. Az Endless megjelenése utáni napon Ocean ismét posztolt egy képet weboldalára, négy pop-up boltot népszerűsítve Los Angelesben, New Yorkban, Chicagóban és Londonban. Ezekben a boltokban lehetett megszerezni több száz magazint, három különböző borítóval, amelyekhez mind tartozott egy CD. Az első borító az I’m a Morning Person (Berlin, Németország, Wolfgang Tillmans) kollekció része, az alternatív borítót pedig Viviane Sassen készítette Tokióban (Japán), a Foxface kollekció részeként. Tillmans Device Control dala fel van dolgozva a Device Control és a Higgs dalokon az Endlessen. A magazinok ingyenesek voltam és egy ember egyet vehetett meg. Később ugyanezen a napon az album exklúzívan megjelent az iTunes Store és Apple Music platformokon. A számlista eltért az album digitális verziójától, a Nikes második kiadásán szerepelt a japán rapper, KOHH is. A Nikes hivatalosan megjelent az album egyetlen kislemezeként 2016. augusztus 20-án.
A hagyományos koncertezős, fesztiválozós népszerűsítés helyett Ocean utazással töltötte az album utáni hónapokat. Meglátogatott olyan országokat, mint Kína, Japán vagy Franciaország. Ezek mellett úgy döntött, hogy nem adja be albumát a Grammy-díjra való jelölésre és azt nyilatkozta, hogy " az intézménynek egyértelműen nosztalgikus fontossága van, nem tűnik úgy, hogy reprezentálná az embereket, akik onnan jönnek, mint én."

## Ranglisták és kritikák
| Magazin         | Lista eredeti neve                                  | Év   | Helyezés | For.   |
| --------------- | --------------------------------------------------- | ---- | -------- | ------ |
| The A.V. Club   | 50 Favorite Albums of the 2010s                     | 2019 | 20       | [ 39 ] |
| Billboard       | The 100 Greatest Albums of the 2010s                | 2019 | 28       | [ 40 ] |
| Complex         | The 50 Best Albums of 2016                          | 2016 | 6        | [ 41 ] |
| Consequence     | Top 50 Albums of 2016                               | 2016 | 4        | [ 42 ] |
| Consequence     | The 100 Top Albums of the 2010s                     | 2019 | 56       | [ 43 ] |
| The Guardian    | The 40 Best Albums of 2016                          | 2016 | 2        | [ 44 ] |
| The Guardian    | The 100 Best Albums of the 21st Century (2000–2019) | 2019 | 10       | [ 45 ] |
| The Independent | The 20 Best Albums of 2016                          | 2016 | 5        | [ 46 ] |
| The Independent | The 50 Best Albums of the Decade                    | 2019 | 15       | [ 47 ] |
| Mojo            | The 50 Best Albums of 2016                          | 2016 | 7        | [ 48 ] |
| NME             | The 50 Best Albums of 2016                          | 2016 | 10       | [ 49 ] |
| Noisey          | The 100 Best Albums of the 2010s                    | 2019 | 3        | [ 50 ] |
| Paste           | The 50 Best Albums of 2016                          | 2016 | 10       | [ 51 ] |
| Paste           | The 100 Best Albums of the 2010s                    | 2019 | 7        | [ 52 ] |
| Pitchfork       | The 50 Best Albums of 2016                          | 2016 | 2        | [ 53 ] |
| Pitchfork       | The 200 Best Albums of the 2010s                    | 2019 | 1        | [ 54 ] |
| Rolling Stone   | The 50 Best Albums of 2016                          | 2016 | 5        | [ 55 ] |
| Rolling Stone   | 100 Best Albums of the 2010s                        | 2019 | 12       | [ 56 ] |
| Rolling Stone   | Minden idők 500 legjobb albuma                      | 2020 | 79       | [ 57 ] |
| The Skinny      | The 50 Best Albums of 2016                          | 2016 | 1        | [ 58 ] |
| Spin            | The 50 Best Albums of 2016                          | 2016 | 2        | [ 59 ] |
| Stereogum       | The 50 Best Albums of 2016                          | 2016 | 2        | [ 60 ] |
| Stereogum       | The 100 Best Albums of the 2010s                    | 2019 | 5        | [ 61 ] |
| Time            | The Top 10 Best Albums                              | 2016 | 1        | [ 62 ] |
| The Wire        | The Top 50 Releases of the Year                     | 2017 | 43       | [ 63 ] |

## Számlista
| 1.  | Nikes                                                 | Christopher Breaux                                | 5:14 |
| 2.  | Ivy                                                   | Breaux Ho                                         | 4:09 |
| 3.  | Pink + White                                          | Breaux Pharrell Williams                          | 3:04 |
| 4.  | Be Yourself                                           |                                                   | 1:26 |
| 5.  | Solo                                                  | Breaux Ho                                         | 4:17 |
| 6.  | Skyline To                                            | Breaux Tyler Okonma Christophe Chassol            | 3:04 |
| 7.  | Self Control                                          | Breaux                                            | 4:09 |
| 8.  | Good Guy                                              | Breaux                                            | 1:06 |
| 9.  | Nights                                                | Breaux Joe Thornalley Michael Uzowuru             | 5:07 |
| 10. | Solo (Reprise)                                        | André Benjamin Blake Breaux                       | 1:18 |
| 11. | Pretty Sweet                                          | Breaux                                            | 2:37 |
| 12. | Facebook Story                                        | Sebastian Akchoté Ross                            | 1:08 |
| 13. | Close to You                                          | Breaux Ross Burt Bacharach Harold David           | 1:25 |
| 14. | White Ferrari                                         | Breaux Kanye West Ho John Lennon Paul McCartney   | 4:08 |
| 15. | Seigfried                                             | Breaux Ho Batmanglij Elliott Smith                | 5:34 |
| 16. | Godspeed                                              | Breaux Ho                                         | 2:57 |
| 17. | Futura Free (tartalmazza: Interviews, szerezte: Ross) | Breaux Dave Allen Hugo Burnham Andy Gill Jon King | 9:24 |

További vokálok
- Nikes: KOHH[64]
- Be Yourself: Rosie Watson[65]
- Self Control: Austin Feinstein[66]
- Solo (Reprise): André 3000[67]
- Facebook Story: Sebastian[68]

Jegyzetek
- Nights: stilizálva Night.s
- Interviews: interjú Ryan Moore-ral, Ibrahim Haririvel, Na-Kel Smith-szel, Sage Elsesserrel, Evan Clarkkal, Nabil Haririvel és Frank Oceannel, készítette: Mikey Alfred

Feldolgozott dalok
- Be Yourself, Facebook Story, és Interviews: Running Around, eredetileg: Buddy Ross.
- Close to You: They Long to Be Close to You, szerezte: Bacharach és David, előadta: Stevie Wonder a The David Frost Shown.
- White Ferrari: Here, There and Everywhere, előadta: the Beatles.
- Seigfried: A Fond Farewell, eredetileg: Elliott Smith; Untitled, eredetileg: Rostam Batmanglij.
- Futura Free: Anthrax, szerezte: Allen, Burnham, Gill és King, előadta: Gang of Four.

## Közreműködő előadók
Produceri munka, hangszerelés
| - Frank Ocean – producer (1–3, 5–17), hangszerelés (1, 5, 6, 9, 13, 14, 16), executive producer - Malay Ho – producer (1, 6, 7, 11, 15–17), hangszerelés (1, 6, 11) - Om'Mas Keith – producer (1, 2, 6, 11, 14, 16, 17), hangszerelés (1, 11, 17) - James Blake – producer (5, 10, 16), hangszerelés (5, 10, 16) - Jon Brion – producer (7, 10, 14), hangszerelés (7, 9–11, 14), vonós hangszerelés (3, 7, 11) - Buddy Ross – producer (9, 13), hangszerelés (9, 13, 14) - Rostam Batmanglij – producer (2), hangszerelés (2) - Pharrell Williams – producer (3) - Joe Thornalley – producer (9), hangszerelés (9) | - Michael Uzowuru – producer (9) - Francis Starlite – producer (13), hangszerelés (13) - Alex Giannascoli – hangszerelés (7, 14) - Christophe Chassol – hangszerelés (6) - Austin Feinstein – hangszerelés (7) - Sebastian Akchoté – hangszerelés (16), vonós hangszerelés (16) - Benjamin Wright – vonós hangszerelés (3) - Jonny Greenwood – vonós hangszerelés (15) |

Zenészek
| - Frank Ocean – ének, billentyűk (8, 17), programozás (7), hangminta programozás (14), dob programozás (17), további programozás (1, 5, 16), gitár (9), kórus (16) - Kim Burrell – további vokál (16) - Yung Lean – további vokál (16) - Amber Coffman – további vokál (1) - Jazmine Sullivan – további vokál (5) - Beyoncé Knowles-Carter – további vokál (3) - Malay Ho – billentyűk (14–17), gitár (6, 7, 11, 15), dob programozás (1, 11), mellotron (1), basszus (15) - Buddy Ross – billentyűk (9, 13, 14, 17), basszus (11), további programozás (13) - Jon Brion – billentyűk (7, 9, 10, 14), dob programozás (10) - Pharrell Williams – billentyűk (3), dob programozás (3), basszus (3) - Joe Thornalley – billentyűk (9), dob programozás (9, 13) - James Blake – billentyűk (5, 6, 10, 16) - Mars 1500 – billentyűk (5, 16) - Christophe Chassol – billentyűk (6), Moog (6) - Rostam Batmanglij – billentyűk (15) - Om'Mas Keith – dob programozás (1, 11, 17), basszus (17) - Sebastian Akchoté – dob programozás (14), hangminta programozás (14), vonós hangszerek (16) - Tyler Okonma – dob programozás (6) - Michael Uzowuru – dob programozás (9) - Francis Starlite – vocoder (13) - Alex Giannascoli – gitár 7, 14) - Fish – gitár (2) - Austin Feinstein – gitár (7) | - Spaceman – gitár (9) - Eric Gorfain – hegedű (3, 7, 11) - Daphne Chen – hegedű (3, 7, 11) - Marisa Kuney – hegedű (3, 7, 11) - Charlie Bisharat – hegedű (3, 7, 11) - Katie Sloan – hegedű (3, 7, 11) - Songa Lee – hegedű (3, 7, 11) - Gina Kronstadt – hegedű (3, 7, 11) - Lisa Dondlinger – hegedű (3, 7, 11) - Terry Glenny – hegedű (3, 7, 11) - Chris Woods – hegedű (3, 7, 11) - Neel Hammond – hegedű (3, 7, 11) - Marcy Vaj – hegedű (3, 7, 11) - Crystal Alforque – hegedű (3, 7, 11) - Leah Katz – brácsa (3, 7, 11) - Rodney Wirtz – brácsa (3, 7, 11) - Stefan Smith – brácsa (3, 7, 11) - Adriana Zoppo – brácsa (3, 7, 11) - John Krovoza – cselló (3, 7, 11) - Simon Huber – cselló (3, 7, 11) - Ginger Murphy – cselló (3, 7, 11) - Alisha Bauer – cselló (3, 7, 11) - Stefanie Fife – cselló (3, 7, 11) - London Contemporary Orchestra – vonós hangszerek (15) |

Háttérmunka
| - Caleb Laven – felvételek - Jeff Ellis – felvételek - Jason Lader – felvételek - Matt Mysko – felvételek - Sam Petts-Davies – felvételek - Tom Elmhirst – keverés | - Noah Goldstein – keverés - David Wrench – keverés - Mike Dean – master - Greg Koller – vonós hangszer felvételek (3, 7, 11) - Eric Caudieux – vonós hangszer felvételek (3, 7, 11) |

Design
| - Frank Ocean – kreatív igazgató, fényképész - Thomas Mastorakos – kreatív igazgató - Viviane Sassen – fényképész | - Wolfgang Tillmans – fényképész - Jessica Haye – fényképész |

## Slágerlista
| Slágerlista (2016)                     | Legmagasabb pozíció |
| -------------------------------------- | ------------------- |
| Ausztrál Albumok (ARIA)                | 1                   |
| Belga Albumok (Ultratop Flanders)      | 1                   |
| Belga Albumok (Ultratop Wallonia)      | 7                   |
| Brit albumlista (OCC)                  | 1                   |
| Dán Albumok (Hitlisten)                | 1                   |
| Finn Albumok (Suomen virallinen lista) | 4                   |
| Holland Albumok (Album Top 100)        | 2                   |
| Ír Albumok (IRMA)                      | 2                   |
| Kanadai Albumok (Billboard)            | 2                   |
| Norvég Albumok (VG-lista)              | 1                   |
| Olasz Albumok (FIMI)                   | 6                   |
| Skót Albumok (OCC)                     | 1                   |
| Svéd Albumok (Sverigetopplistan)       | 2                   |
| US Billboard 200                       | 1                   |
| US Top R&B/Hip-Hop Albums (Billboard)  | 1                   |
| Új-Zéland-i Albumok (RMNZ)             | 1                   |

| Év   | Slágerlista                           | Pozíció |
| ---- | ------------------------------------- | ------- |
| 2016 | Ausztrál Albumok (ARIA)               | 38      |
| 2016 | Ausztrál Urban Albumok (ARIA)         | 6       |
| 2016 | Belga Albumok (Ultratop Flanders)     | 118     |
| 2016 | Brit albumlista (OCC)                 | 87      |
| 2016 | Dán Albumok (Hitlisten)               | 38      |
| 2016 | Svéd Albumok (Sverigetopplistan)      | 89      |
| 2016 | US Billboard 200                      | 48      |
| 2016 | US Top R&B/Hip-Hop Albums (Billboard) | 9       |
| 2016 | Új-Zéland-i Albumok (RMNZ)            | 29      |
| 2017 | Dán Albumok (Hitlisten)               | 35      |
| 2017 | US Billboard 200                      | 102     |
| 2017 | US Top R&B/Hip-Hop Albums (Billboard) | 85      |
| 2017 | Új-Zéland-i Albumok (RMNZ)            | 48      |
| 2018 | Dán Albumok (Hitlisten)               | 86      |
| 2018 | US Billboard 200                      | 165     |
| 2019 | Dán Albumok (Hitlisten)               | 96      |
| 2019 | US Billboard 200                      | 168     |
| 2020 | Belga Albumok (Ultratop Flanders)     | 153     |
| 2020 | Dán Albumok (Hitlisten)               | 76      |
| 2020 | US Billboard 200                      | 130     |

## Minősítések
| Régió                    | Minősítések | Példányszám |
| ------------------------ | ----------- | ----------- |
| Dánia (IFPI Denmark)     | 2× Platina  | 40,000      |
| Egyesült Államok (RIAA)  | Platina     | 1,000,000   |
| Egyesült Királyság (BPI) | Arany       | 100,000     |

## Kiadások
| Régió                               | Dátum               | Kiadó          | Formátumok                                                     | Ref.    |
| ----------------------------------- | ------------------- | -------------- | -------------------------------------------------------------- | ------- |
| Chicago London Los Angeles New York | 2016. augusztus 20. | Boys Don’t Cry | Magazin és CD                                                  | [ 107 ] |
| Világszerte                         | 2016. augusztus 20. | Boys Don’t Cry | - digitális letöltés - streaming (iTunes Store és Apple Music) | [ 108 ] |
| Világszerte                         | 2016. szeptember 9. | Boys Don’t Cry | - digitális letöltés - streaming                               | [ 109 ] |
| Világszerte                         | 2016. november 25.  | XL             | - CD - hanglemez                                               | [ 110 ] |